# NGC 5846
NGC 5846 ist eine elliptische Galaxie im Sternbild Jungfrau, die etwa 77 Millionen Lichtjahre von der Milchstraße entfernt ist.
Das Objekt wurde am 24. Februar 1786 von William Herschel entdeckt.

## NGC 5846-Gruppe (LGG 393)
| Galaxie   | Alternativname | Entfernung/Mio. Lj |
| --------- | -------------- | ------------------ |
| NGC 5846  | PGC 53932      | 77                 |
| NGC 5813  | PGC 53643      | 88                 |
| NGC 5831  | PGC 53932      | 74                 |
| NGC 5854  | PGC 54013      | 75                 |
| NGC 5864  | PGC 54111      | 85                 |
| NGC 5869  | PGC 54119      | 94                 |
| PGC 54134 | UGC 9746       | 78                 |
| PGC 54171 | UGC 9751       | 71                 |
| PGC 54262 | UGC 9760       | 91                 |